# Bớt sắc tố bẩm sinh
Bớt sắc tố bẩm sinh là một loại nốt ruồi được tìm thấy ở trẻ sơ sinh khi mới sinh. Loại vết bớt này xuất hiện ở khoảng 1% trẻ sơ sinh trên toàn thế giới; nó nằm ở vùng đầu và cổ.

## Dấu hiệu và triệu chứng

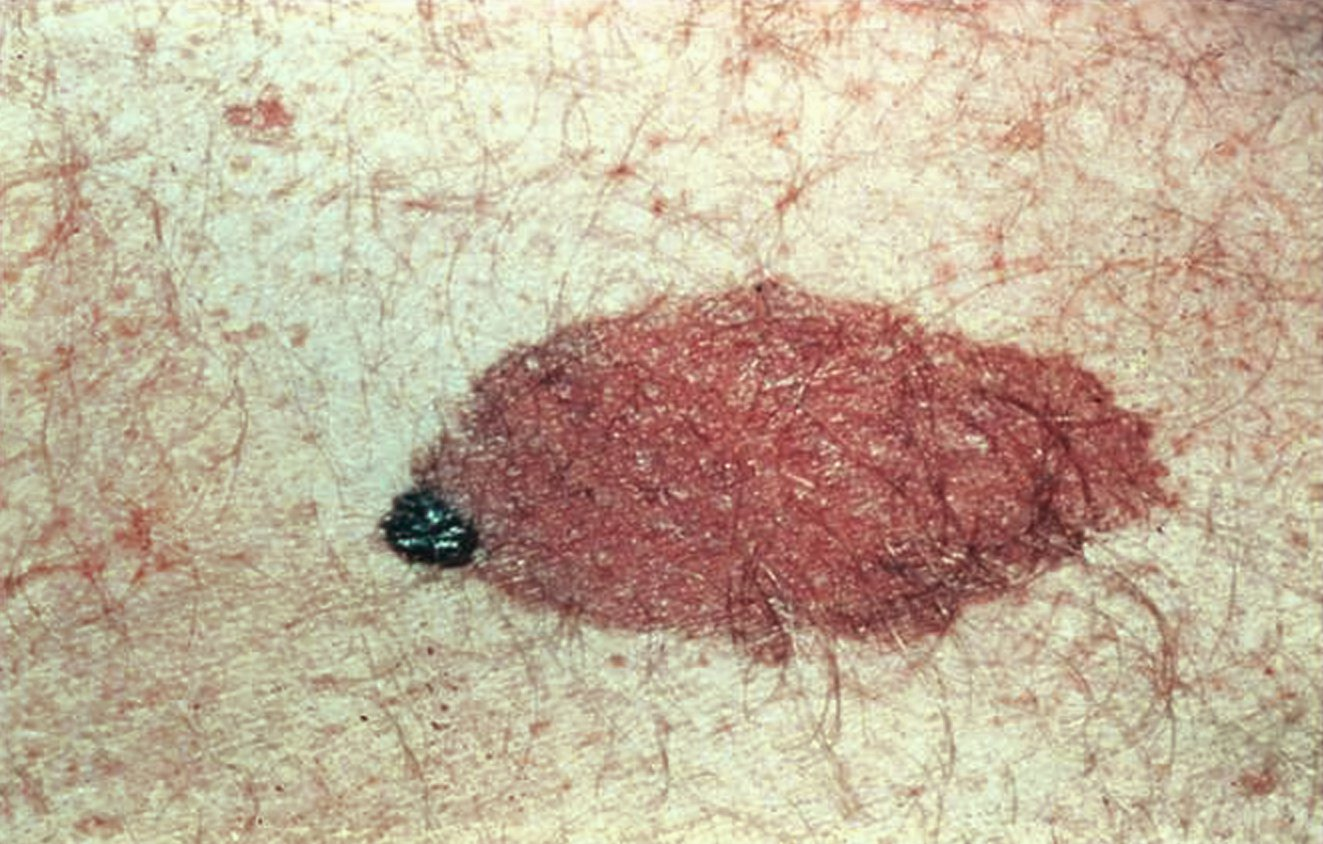
Nốt ruồi bẩm sinh. Lưu ý màu sắc thay đổi và đường viền hơi không đều

Bớt sắc tố bẩm sinh xuất hiện dưới dạng một khoanh vùng màu nâu nhạt đến đen hoặc mảng có không đồng nhất, bao phủ bất kỳ bề phần mặt nào và bất kỳ bộ phận nào của cơ thể.
So với nốt ruồi, bớt sắc tố bẩm sinh có đường kính lớn hơn và có thể có nhiều lông, tình trạng này gọi là chứng rậm lông. Nếu đường kính trên 40 cm (16 in) ở người trưởng thành có chứng rậm lông, đôi khi nó được gọi là bớt lông khổng lồ. Thông thường, những dạng lớn nhất này được gọi là bớt sắc tố bẩm sinh lớn hoặc khổng lồ. Tỷ lệ xuất hiện các hình dạng lớn nhất là ở 0,002% ca sinh.
Bớt hắc tố (nốt ruồi) thường phát triển tỷ lệ thuận với cơ thể khi trưởng thành. Chúng thường dày hơn và cao lên, mặc dù những đặc điểm này cũng có thể xuất hiện từ khi sinh ra. Những sợi lông thường hình thành đặc biệt là sau tuổi dậy thì.
Bệnh hắc tố thần kinh da có liên quan đến sự hiện diện của bớt sắc tố bẩm sinh khổng lồ hoặc không khổng lồ trên da.  Ước tính bệnh hắc tố thần kinh da hiện diện ở 2% đến 45% bệnh nhân có bớt sắc tố bẩm sinh khổng lồ. Bệnh hắc tố thần kinh da được đặc trưng bởi nốt ruồi bẩm sinh trên da và các khối u hắc tố trong màng não của hệ thần kinh trung ương.
Các dị tật khác thường kèm theo bớt sắc tố bẩm sinh khổng lồ như u mỡ, u xơ thần kinh, tật nứt đốt sống hay loại bớt sắc tố khác.

## Nguyên nhân
Bớt sắc tố bẩm sinh lớn là do đột biến trong tế bào cơ thể xảy ra sớm trong quá trình phát triển phôi thai, thường là trong vòng 12 tuần đầu tiên của thai kỳ. Đột biến đôi khi được tìm thấy ở các gen mã hóa protein NRAS và KRAS. Chưa có phương pháp phòng ngừa nào được biết đến.
Không có sự khác biệt về giới tính và chủng tộc xuất hiện bớt sắc tố bẩm sinh khổng lồ.
Phẫu thuật cắt bỏ là tiêu chuẩn chăm sóc. Một số người ủng hộ việc sử dụng tia laser tẩy lông để điều trị nôte ruồi. Điều này có thể an toàn và hiệu quả đối với nốt ruồi nhỏ, nhưng với các tổn thương lớn hơn có thể gây khó khăn cho bác sĩ phẫu thuật laser nếu khối u ác tính phát triển từ phần nằm sâu (dưới da) của nốt ruồi mà tia laser không thể chạm tới.
Nhiều người phẫu thuật cắt bỏ để thẩm mỹ và giảm bớt tâm lý, nhưng những nốt ruồi lớn hơn cũng được cắt bỏ để ngăn ngừa ung thư dù không thể đánh giá được lợi ích đối với từng bệnh nhân. Các nốt ruồi lớn dần cùng cơ thể thường được sinh thiết và là bình thường nhưng không có hệ thống phát hiện là lành tính. Ước tính sự chuyển đổi thành khối u ác tính thay đổi từ 2-42% theo các tài liệu, nhưng thường được coi là ở mức thấp nhất của phổ đó do sai lệch của người quan phát hiện sớm.

## Tiên lượng
Bớt sắc tố bẩm sinh kích thước lớn và đặc biệt Bớt sắc tố bẩm sinh khổng lồ có nguy cơ thoái hóa ác tính thành thành ung thư cao hơn, tỉ lệ thấp nhất là 6,3%. Do khả năng tiền ung thư, nên thực hành lâm sàng có thể chấp nhận được là loại bỏ nốt ruồi bẩm sinh ở tất cả các bệnh nhân và làm giảm tình trạng quá tải tế bào thần kinh.